# Брзо клизање на Зимским олимпијским играма 1924.
Такмичење у брзом клизању на Зимским олимпијским играма 1924. у Шамонију одржано је у пет дисциплина за мушкарце. Трке у дисциплинама 500 метара и 5.000 метара су одржана у суботу, 26. јануара 1924. , а у недељу, 27. јануара 1924. трке на 1.500 метара и 10.000 метара.
Чарлс Џутро је освојо прву златну медаљу на Зимским играма 1924, а Клас Тунберг и Роалд Ларсен су освојили медаље у свих пет дисциплина, од тога Тунберг три златне.

## Земље учеснице
У све четири дисиплине такмичило се 31 клизач из 10 држава.
| Земља                     | Укупно такмичара |
| ------------------------- | ---------------- |
| Белгија                   | 4                |
| Канада                    | 1                |
| Финска                    | 3                |
| Француска                 | 4                |
| Уједињено Краљевство      | 4                |
| Летонија                  | 1                |
| Норвешка                  | 5                |
| Пољска                    | 1                |
| Шведска                   | 2                |
| Сједињене Америчке Државе | 6                |
| Укупно: 10 НОК-а          | 31               |

## Освајачи медаља по дисциплинама
| Дисциплина        | Злато                                   | Сребро                  | Бронза                                        |
| 500 м (детаљи)    | Чарлс Џутро · Сједињене Америчке Државе | Оскар Олсен · Норвешка  | Роалд Ларсен · Норвешка Клас Тумберг · Финска |
| 1.500 м (детаљи)  | Клас Тумберг · Финска                   | Роалд Ларсен · Норвешка | Сигурд Моен · Норвешка                        |
| 5.000 м (детаљи)  | Клас Тумберг · Финска                   | Јулиус Скутнаб · Финска | Роалд Ларсен · Норвешка                       |
| 10.000 м (детаљи) | Јулиус Скутнаб · Финска                 | Клас Тумберг · Финска   | Роалд Ларсен · Норвешка                       |
| вишебој (детаљи)  | Клас Тумберг · Финска                   | Роалд Ларсен · Норвешка | Јулиус Скутнаб · Норвешка                     |

## Биланс медаља
| Ранг | Држава                    | Злато | Сребро | Бронза | Укупно |
| 1    | Финска                    | 4     | 2      | 2      | 8      |
| 2    | Сједињене Америчке Државе | 1     | 0      | 0      | 1      |
| 3    | Норвешка                  | 0     | 3      | 4      | 7      |
|      | Укупно (3)                | 5     | 5      | 6      | 16     |